# Giovanni Lanfranco
Giovanni Gaspare Lanfranco (26. ledna 1582 Parma – 30. listopadu 1647 Řím) byl italský barokní malíř.

## Život
Giovanni Gaspare Lanfranco se narodil v Terenzu u Parmy jako třetí syn Stefana a Cornelie Lanfranchi. Stal se členem domácnosti hraběte Orazia Scottiho. Jeho talent byl brzy rozpoznán, což mu umožnilo učit se a pracovat v Bologni u Agostina Carracci, bratra Annibale Carracci. Zde se seznámil parmským umělcem Sisto Badalocchio Rosou. Mezi roky 1600 až 1602 dostal Lanfranco jako žák Agostina Carracciho příležitost podílet se na malířské výzdobě Palazzo del Giordino v Parmě. Když Agostino v roce 1602 zemřel, byl Lanfranco již členem Carracciho ateliéru. Společně s Guidem Reniem a Francescem Albanim pracoval mezi roky 1602 až 1607 na freskové výzdobě kaple Herrera (San Diego) v chrámu San Giacomo degli Spagnoli (Nostra Signora del Sacro Cuore). Podílel se také na freskové výzdobě chrámu San Gregorio Magno a kaple Capella Paolina v bazilice Santa Maria Maggiore v Římě. Giovanni Lanfraco spolu se Sistou Badalocchio Rosou odešli pracovat do Říma, kde Lanfranco získal řadu zajímavých zakázek a stal se jedním z umělců spolupracujícím s Annibale Carraccim. Je doloženo, že v Římě Lanfranco vymaloval Camerino degli Eremiti v Palazzo Farnese. Camerino bylo zbouráno v roce 1734, aby byla umožněna stavba kostela Santa Maria dell'Orazione e Morte. Některá z pláten a fresek od Domenichina, Girolama Pulzone, Paula Brila a Lanfranca se zachovala v novém kostele. Po smrti Annibale Carracciho v roce 1609 se Lanfranco na dva roky vrátil do své rodné Parmy. Tam se setkal s Bartolomeo Schedonim. Namaloval oltář pro kostel Ognissanti v Parmě a další obrazy a oltáře v Orvietu, Valleranu, Leonesse a Fermu. Roku 1612 se vrátil do Říma, kde v roce 1647 zemřel.

## Návrat do Říma
Po svém návratu do Říma se Lanfranco stal jedním z předních umělců papeže Pavla V. Namaloval fresky v Palazzo Mattei, v roce 1616 vytvořil výzdobu kaple Buongiovanni v Bazilice Sant'Agostino v Římě. V následujícím roce Lanfranco společně s Agostinem Tassi a Carlo Saracenim vyzdobil Sala de Corazzieri a Sala Regia v Palazzo del Quirinale. Nástupce papeže Pavla V. papež Řehoř XV. dával přednost práci Guercina a Domenichina. Přesto Lanfranco získal zakázku na výzdobu kaple v kapli Ukřižování Páně v Santa Maria in Vallicella v Římě. Lanfrancovo vrcholné mistrovské dílo a jedna z významných kostelních freskových maleb je jeho Nanebevzetí Panny Marie) v kopuli chrámu Sant'Andrea della Valle v Římě. Dílo bylo dokončeno v roce 1627. Zde byl Lanfranco ovlivněn průkopnickou výzdobou Correggiovou v parmské katedrále (Cattedrale di Santa Maria Assunta). Papež Urban VIII. mu svěřil práci na velké fresce zobrazující Sv. Petra kráčejícího po vodě (1628, nyní fragmentární), za což Lanfranco získal titul rytíře Krista. V roce 1631 byl Lanfranco byl jmenován presidentem Akademie svatého Lukáše, cechu umělců v Římě. Také v chrámu Basilica di Santa Maria Maggiore v Římě vytvořil Lanfranco fresku nad památníkem papeže Klementa VIII.

## Významné práce
- 1634–1637 chrám Gesù Nuovo v Neapoli
- 1637–1638 klášter, nyní muzeum Certosa di San Martino, Neapol, chrám Santi Apostoli, Neapol
- 1638–1646 kopule kaple Cappella San Gennaro v Neapolské katedrále,
- 1647 apsida chrámu San Carlo ai Catinari Řím, jeho poslední práce

## Ukázky obrazů

Giovanni Lanfranco, vybrané obrazy
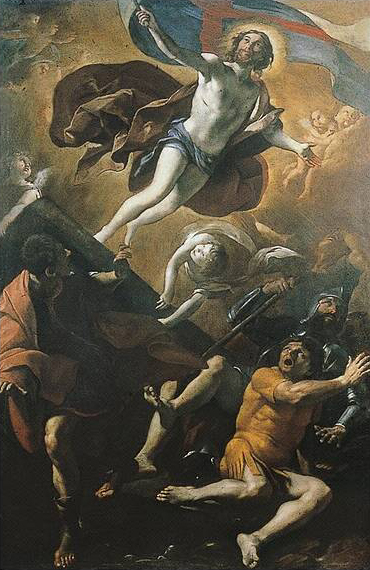
Giovanni Lanfranco: Zmrtvýchvstání Krista, 1622
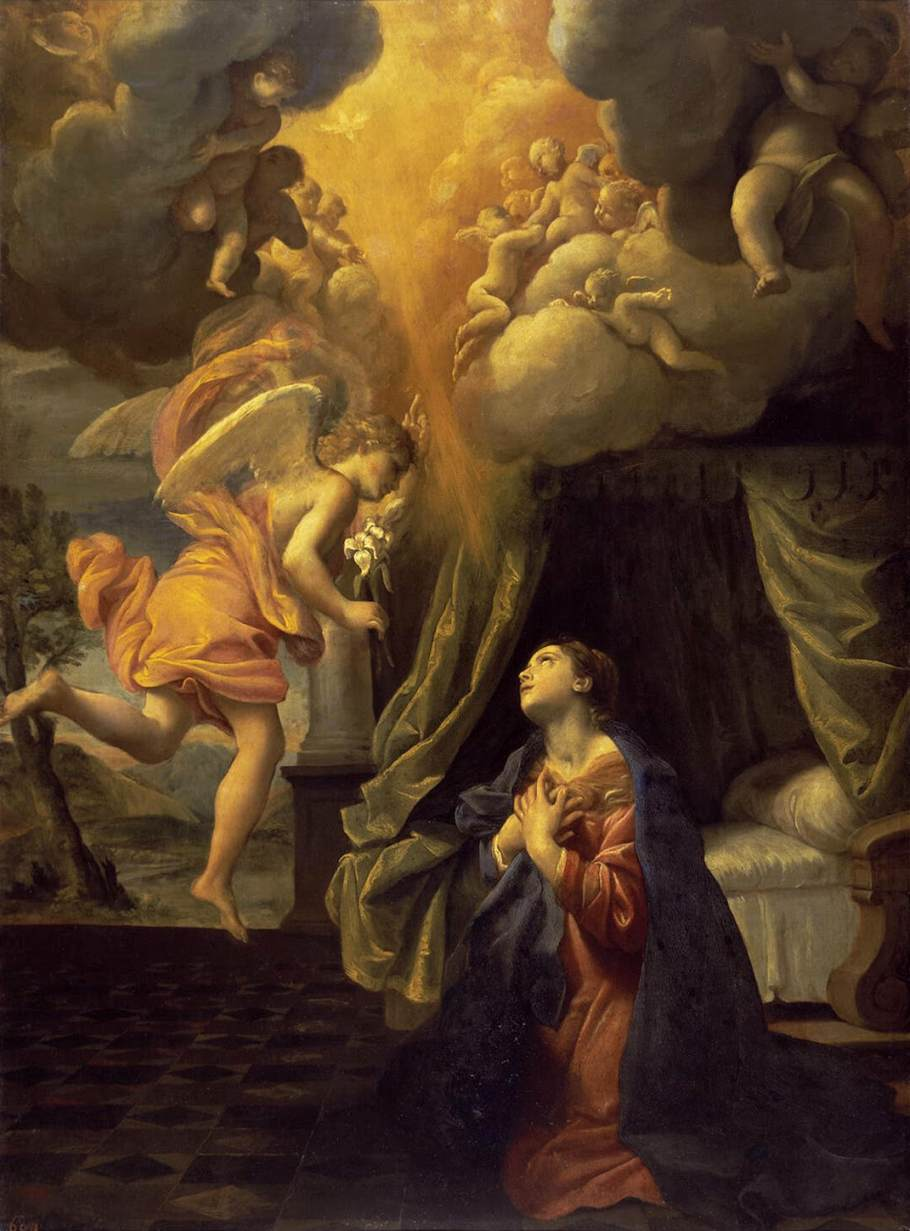
Giovanni Lanfranco: Zvěstování P. Marii, kolem 1610–1630, Petrohrad, Ermitáž
Giovanni Lanfranco: Sněm bohů, 1624–1625 (ústřední scéna přemalována), v lunetách personifikace řek, Villa Borghese
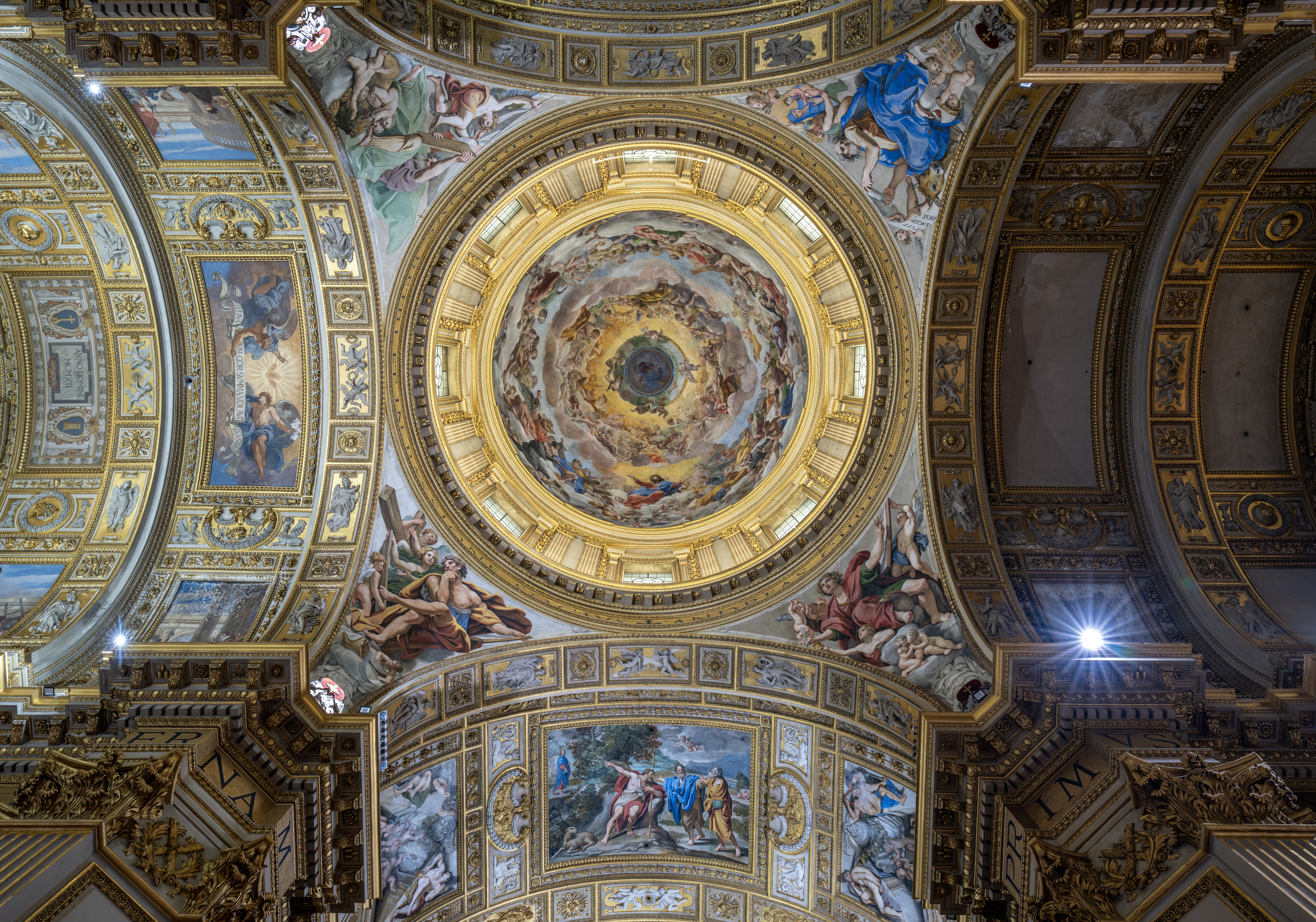
Giovanni Lanfranco: Nanebevzetí P. Marie, freska v kupoli kostela Sant'Andrea della Valle, Řím, dokončeno 1627
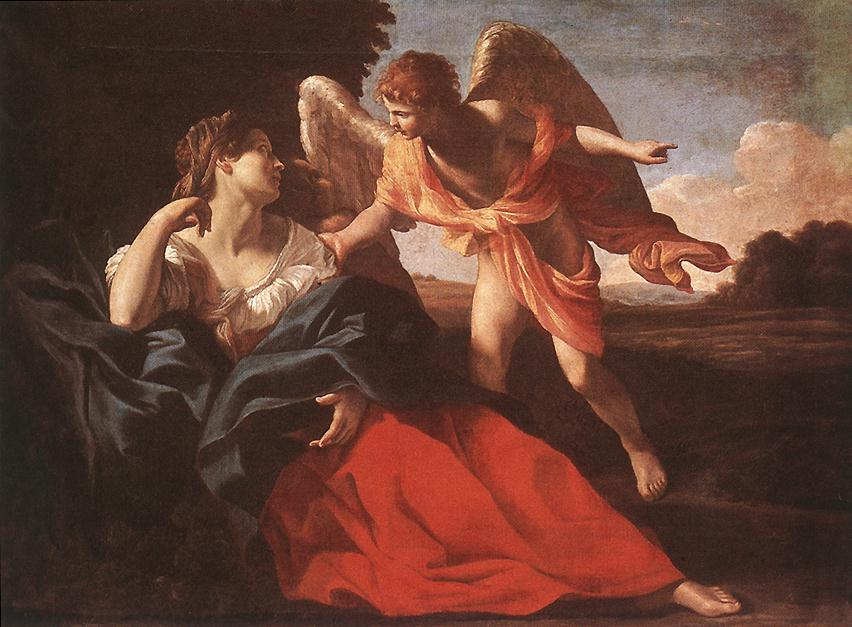
Giovanni Lanfranco: Hagar v pustině, olej na plátně, 138×159 cm, Louvre, Paříž

### Hagar v poušti
Hagar v poušti – obraz Hagar na poušti (Hagar v pustině) je ukázka malířovy práce se světlem a barevnými plochami. Hagařin oděv svítí sytou červení a noční modří na pozadí šedohnědé pusté stepi. Její bledý, vyčerpaný obličej kontrastuje se zářící postavou anděla, který jí i jejímu dítěti přináší spásu.Na rozdíl od Domenichina byl Lanfranco spíše eklektický z hlediska stylu, ale preferoval vizionářský, divadelní přístup vhodný pro stropní malby. Dával přednost dramatické naléhavosti před přesným provedením.